# キング・カル
キング・カル（カル王、もしくはクル、Kull）は、英雄コナン、ソロモン・ケーン、ブラン・マク・モーンなどと同様に、ロバート・E・ハワードによって創造されたヒロイック・ファンタジーのヒーローである。
アトランティスのカル、征服者カルなどとも。
初出は「ウィアード・テイルズ」誌1929年8月号の『影の王国』である。1997年の映画「ザ・コンクエスト～征服大王カル (Kull the Conqueror)」ではケビン・ソーボ (Kevin Sorbo)によって演じられた。

## 作中のキャラクター来歴

### 幼年期
カルは、紀元前20,000年、大変動で沈没する前のアトランティス群島に生まれた。
当時のアトランティスは未開の蛮人たちによって支配されていた。アトランティスの東部、古きテューリア(Thuria）は、コモリア(Commoria)、グロンダー(Grondar)、カメリア(Kamelia)、テューレ(Thule)、ヴァレリア(Verulia)などのいくつかの王国に分割されていた。その中で最も強大だったのがヴァルーシア(Valusia)である。
テューリアの東には、ムーの沈んだ大陸の山頂であったレムリア(Lemuria)の島々があった。
カルは、アトランティスのタイガー・ヴァレー(Tiger Valley)に生きる氏族に生まれた。しかし、カルがまだ幼い頃、谷と彼の一族は洪水によって壊滅した。彼は自然児となり、その後の数年を生き延びた。海－山族(Sea-Mountain tribe)によって捕らえられた彼は氏族の一員として迎えられることとなるが、後にアトランティスから追放されることとなる。

### 奴隷、海賊、アウトロー、剣闘士
テューレアに向かおうとしたカルはレムリア人の捕虜となる。それから2年間、彼は反抗的な奴隷としてガレー船の船底につながれることとなった。
なんとか自由を取り戻したカルは彼の青年期の後半を海賊として生きることとなった。彼は卓抜した戦闘技術と勇気によって、自らの海賊船を獲て、船長として活躍することとなった。海賊カルはアトランティスからテューリア一円で恐れられるようになった。
その後ヴァルーシア沖での海戦に破れた彼は船を失うが自らは生還した。その後、陸にあがった彼はヴァルーシアでアウトローとして生きることとしたが、すぐに捕らえられ、ヴァルーシアの地下牢にぶち込まれた。
彼を捕らえたヴァルーシア人は奴隷になるか剣闘士となるかの選択を彼に迫り、彼は迷わず後者を選んだ。剣闘士となったカルはその巧みな戦闘技術によって大きな名声を得ることとなった。多くのファンが彼の奴隷身分からの解放を支持し、彼は再び自由民となった。

### 兵士、そして王
しかし、カルはヴァルーシアに残るつもりもアウトローに戻るつもりもなかった。彼は傭兵として王立軍に加わり、軍内で昇進していった。
30代となったカルは「黄金髑髏の呪詛(The Curse of the Golden Skull)」事件においてヴァルーシアのボルナ王(King Borna)に雇われ、レムリアの野心的な魔導師ロタス(Rotath)と戦うことになった。そこでカルは自らが腕のたつ暗殺者であることを証明し、ボルナ王はカルをさらに重用するようになった。
しかし残酷な専制君主であるボルナ王の命令は、カルにとって不満なものも多く、やがて両者の関係は決裂し、周囲を巻き込んだ対立は内戦へと発展することになる。傭兵団はかつて奴隷であったカルにつき、ボルナ王を殺したカルが王座に座ることとなった。
『影の王国』は、ヴァルーシア王となった6ヵ月後、自らに対する最初の陰謀に直面したカルの姿を描いている。
シリーズを通してカルは「王冠を得ることは簡単だが、それを維持することは難しい」とぼやき続けている。廷臣たちは常に陰謀を企み、カルは王座と生命の危機に常にさらされている。年齢を重ねた王は、彼が王冠とともにダモクレスの剣をも受け継いだことを自覚している。
「ツザン・トゥーンの鏡」(The Mirrors of Tuzun Thune)では、カルは人生の中盤40代となっており、より内省的になっている。かつての未開人はより哲学的になり、顔を潜めている。
この時点でシリーズは終わっており、その後のカル王の運命は定かでない。
テューリア、レムリア、アトランティスは、彼の支配から2-3世紀の後には大洪水で沈んだ。これより約8千年の後、英雄コナンの時代が訪れることとなる。

## 脇役キャラクター
シリーズには、繰り返し登場する幾人かのキャラクターがいる。
もっとも知られているのは、カルがもっとも信頼する協力者、ピクト人の投槍使いブルー(Brule the Spear-slayer)である。他にヴァルーシアの法と習慣を知悉した法官トゥ(Tu)、ピクトの大使である賢者カ・ヌ(Ka-Nu)、そしてカルの宿敵、魔導師トゥルサ・ドゥーム(Thulsa Doom)などがいる。

## コミックス
カルは、1971年から1985年にかけてマーベル・コミックから3シリーズのコミックが刊行された。「サヴェッジ・ソード・オブ・コナン(The Savage Sword of Conan)」シリーズに何度かゲスト出演することもあった。また1995年にグラフィック･ノベル「The Vale of Shadow」が刊行されている。

## カルとヒイ＝マン
「マスターズ/超空の覇者」として映画化もされた男児向け玩具のキャラクター、ヒイ＝マン（He-Man、映画ではドルフ・ラングレンが演じた）はもともと、英雄コナンを意識して作られたキャラクターであった。しかし、法的な理由と映画版コナン（「キング・オブ・デストロイヤー/コナンPART2」）がいささか成人向けの内容であったため、新たなキャラクターが造形されることとなったのである。
カルがコナンの前日譚として語られたように、ヒィ＝マンの前日譚として彼と類似したキャラクター、ヒィ＝ロー(He-Ro)ことグレイスカル王(King Grayskull)が存在することとされた。ヒイ＝ローは、カル王と同様に蛇人間（snakemen）と戦った。グレイスカル城（Castle Grayskull）の名前は、彼にちなんでいる。

## 日本語訳作品リスト
- 影の王国（The Shadow Kingdom）「ウィアード・テイルズ」1929年8月 
  - ウィアード・テールズ (2)（国書刊行会、1984年、三崎沖元訳）
  - 失われた者たちの谷（ナイトランド叢書、2015年、中村融訳）
- ツザン・トゥーンの鏡（The Mirror of Tuzun Thune）：「ウィアード・テイルズ」1929年9月
  - SFマガジン（1971年10月増刊号）
- 闇の帝王（Kings of the Night）：「ウィアード・テイルズ」1930年11月 
  - 幻想文学 No.19「ヒロイック・ファンタジー」（1987年7月）